# متحف الاتصالات (مراكش)
متحف الاتصالات هو متحف يقع عند مدخل حديقة عرصة مولاي عبد السلام، في قلب مدينة مراكش، ويتميز بقربه من ساحة جامع الفنا، وارتباطه مع مسجد الكتبية، وهو نبذة تعريفية عن تاريخ الاتصالات في المغرب، وذلك لما يحتويه من تحف فنية قديمة وتاريخية.

## تاريخه
افتتح المتحف في 24 سبتمبر 2001، وهو يضم تحفاً تتبع التطور التكنولوجي والمؤسساتي للاتصالات بصفة عامة، وبالمغرب بصفة خاصة، وهو أول متحف تقني في المغرب يؤرخ تاريخ الاتصالات فيها.

## وصف
تغطي مساحته 400 متر²، وهو مكون من 8 فضاءات، الاولى مخصصة لوسائل الاتصال القديمة وظهور التلغراف الكهربائي؛ إضافة إلى فضاء اختراع الهاتف، الذي يتضمن نسخة للهاتف الأول الذي اخترعه الكسندر غراهام بيل عام 1876، وبعض الوثائق التي تتعلق بتشغيل أول خط هاتفي في المغرب سنة 1883؛ ثم فضاء التبدل الهاتفي، ويشتمل على أهم أجهزة التبديل الهاتفي التي كانت مستعملة في الشبكة المغربية، وتتمثل في أجهزة التبديل الهاتفي اليدوي والأوتوماتكي، وكذا أجهزة التبديل الرقمي.
وفضاء أنظمة الإرسال الأرضي والبحري، الذي يعرض نماذج للحبال التلغرافية والهاتفية، إلى جانب مجموعة غنية من أجهزة الاختبار والقياس؛ وفضاء الهاتف العمومي، الذي يعرض مجموعة من الهواتف العمومية القديمة، وأجهزة هاتفية لأول نظام للهاتف المتنقل، إلى جانب النماذج الأولى للهواتف النقالة التي تشتغل بنظام “GSM”، انتهاء بأجهزة الاتصال عبر الأقمار الصناعية.

## مقالات ذات صلة
- عرصة مولاي عبد السلام

## روابط خارجية
- مقال صحفي